# 孟加拉國會黨
孟加拉國會黨（孟加拉語：বাংলাদেশ কংগ্রেস）是孟加拉國的一個政黨，成立於2013年3月。是一個主張經濟自由主義的政黨。該黨的黨主席是卡齊·雷祖爾·侯賽因（Kazi Rezaul Hossain）。和西·克達（AR Sikdar）是孟加拉國會黨的創始成員及顧問。
孟加拉國會黨從未在孟加拉國民議會中獲得席位。在2019年的補選中，孟加拉國會黨得到0.3%的選票。